# Boulleville
Boulleville ist eine französische Gemeinde mit 1.227 Einwohnern (Stand: 1. Januar 2022) im Département Eure in der Region Normandie (vor 2016 Haute-Normandie). Sie gehört zum Arrondissement Bernay und zum Kanton Beuzeville. Die Einwohner werden Boullevillais genannt.

## Geografie
Boulleville liegt etwa 32 Kilometer südwestlich von Le Havre. Umgeben wird Boulleville von den Nachbargemeinden Saint-Pierre-du-Val im Norden und Westen, Foulbec im Norden und Nordosten, Saint-Maclou im Osten und Südosten, Le Torpt im Süden sowie Beuzeville im Westen und Südwesten.
| Jahr      | 1962 | 1968 | 1975 | 1982 | 1990 | 1999 | 2006 | 2013  |
| --------- | ---- | ---- | ---- | ---- | ---- | ---- | ---- | ----- |
| Einwohner | 307  | 343  | 451  | 458  | 533  | 793  | 875  | 1.058 |

## Sehenswürdigkeiten
- Kirche Saint-Jean-Baptiste aus dem 12. Jahrhundert, Umbauten aus dem 16. bis 18. Jahrhundert

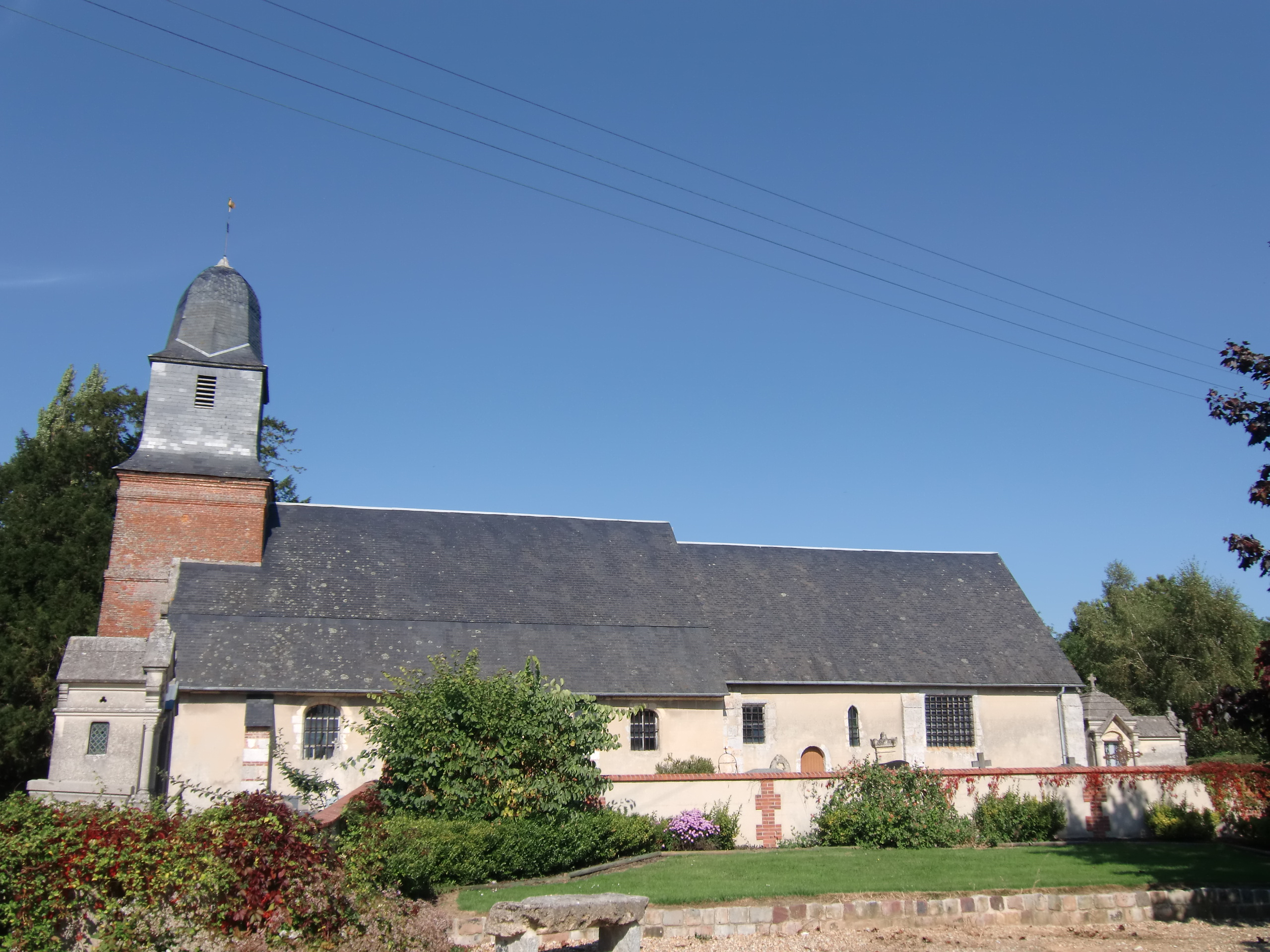
Kirche Saint-Jean-Baptiste